# Викаријатство
Викаријатство или викаријат (рус. викариатство) сачињава неколико намјесништава унутар епархије Руске православне цркве под управом викарног архијереја потчињеног епархијском архијереју.

## Викарни архијереј
У епархијама које се дијеле на епархијска викаријатства Свети синод Руске православне цркве поставља и разрјешава викарне архијереје на предлог епархијских архијереја. Највиша власт над викаријатством припада епархијском архијереју. Викарни архијереји управљају викаријатством по делегираном пуномоћју епархијског архијереја.
Викарни архијереј је по дужности члан епархијског савјета и епархијске скупштине са правом одлучивања. У његов дјелокруг спада сазивање скупштине свештенослужитеља викаријатства и формирање савјета и службе књиговодства викаријатства. Скупштина свештенослужитеља и савјет су савјетодавни органи при викарном архијереју. Он је предсједник савјета викаријатства.
Постоје и викарни архијереји који служе као испомоћ епархијским архијерејима, али не управљају одређеним викаријатом.

## Устројство
Општи црквеноправни акт којим се прописује викаријатско устројство је Уредба о епархијским викаријатствима Руске православне цркве (рус. Положение о епархиальных викариатствах Русской Православной Церкви). Један викаријат обухвата више намјесништава (рус. благочиние, благочиннический округ) унутар епархије и нема статус правног лица. Викаријатски органи су скупштина свештенослужитеља и савјет.
Скупштина свештенослужитеља викаријатства (рус. собрание священнослужителей викариатства) састоји се из свих свештеника у викаријатству. Одлуке скупштине ступају на снагу након што их потврди епархијски архијереј. Скупштинске сједнице се одржавају најмање једном годишње под предсједништвом викарног или епархијског архијереја. Скупштина доноси одлуке већином гласова, а кворум чине 2/3 чланова.
Савјет викаријатства (рус. совет викариатства) чине: викарни архијереј, намјесници, духовник викаријатства, по један свештеник из сваког намјесништва које бира скупштина свештенослужитеља и највише тројица свештеника по избору епархијског архијереја. Предсједник савјета је викарни архијереј. Одлуке савјета ступају на снагу након што их потврди епархијски архијереј. Секретара савјета поставља викарни архијереј из реда чланова савјета. Сједнице савјета се одржавају најмање четири пута годишње. Савјет доноси одлуке већином гласова, а кворум чине 2/3 чланова.
Секретаријат викаријатства чине: дјеловођа, сарадник за правна питања, књиговођа, сарадник за послове изградње и обнове, сарадник за вјерско образовање и катехизацију, сарадник за мисионарски рад у парохијама, сарадник за рад са омладином, сарадник за добротворни и социјални рад, као и други потребни сарадници. Руководилац секретаријата је одговоран викарном архијереју.